# Ruth England
Ruth England (Inkberrow, 29 marzo 1970) è una giornalista e conduttrice televisiva britannica.

## Biografia
Nata nel Worcestershire, dopo il college visse per alcuni mesi nel Borneo in una tribù di indigeni Iban. Si è laureata all'Università di Westminster e ha lavorato come giornalista per BBC, CNBC, ITV e Fox TV.
È sposata dal 2005 con l'ex berretto verde ed esperto di sopravvivenza Mykel Hawke. Con lui è stata co-protagonista dei programmi Man, Woman, Wild e Lost survivors, andato in onda rispettivamente su Discovery Channel dal 2010 al 2012 e nel 2013.